# Soesilarishius amrishi
Soesilarishius amrishi is een spinnensoort in de taxonomische indeling van de springspinnen (Salticidae).
Het dier behoort tot het geslacht Soesilarishius. De wetenschappelijke naam van de soort werd voor het eerst geldig gepubliceerd in 2007 door Makhan.